# 이즈미디어
주식회사 이즈미디어(영어: isMedia)는 대한민국의 카메라 모듈 검사 장비기업이다.

## 연혁
- 2002년 11월: 최초설립
- 2005년 9월: 지식경제부 부품ㆍ소재전문기업 선정
- 2009년 9월:경기도 유망 중소기업 선정
- 2010년 6월: 중국 대표처(지사) 설립
- 2010년 12월: 1,000만불 수출의 탑 수상
- 2011년 10월: 벤처기업대상 벤처기업부문 국무총리상 수상
- 2012년 8월: 장비 판매 및 설치 누적대수 2,000대 돌파
- 2015년 6월: 중국 법인 설립
- 2015년 9월: 중국 법인 증자 - 자본금 : USD 300,000
- 2015년 10월: 평촌 사옥 준공
- 2015년 11월: 벤처활성화 유공포상 대통령상 수상
- 2015년 12월: 벤처산업 활성화포상 경기도지사 수상
- 2015년 12월: 2,000만불 수출의 탑 수상
- 2016년 11월: 중국 대표처(지사) 청산 완료
- 2016년 12월: 3,000만불 수출의 탑 수상
- 2017년 7월: 코스닥시장 상장
- 2018년 6월: 고용노동부 대한민국 일자리 으뜸기업 선정
- 2018년 12월: 미국 법인 설립 (isMedia Inc.)
- 2021년 3월: 최대주주 및 대표이사 변경 - 최대주주: (주)티피에이리테일
- 2021년 6월: 자회사 설립 (고센미디어)
- 2021년 9월: 자회사 설립 (ISMEDIA VINA COMPANY LIMITED)
- 2021년 11월: 대표이사 변경 (대표이사: 명주성)
- 2022년 4월: 최대주주 변경 (최대주주: 케이엔제이인베스트대부(이경수))
- 2022년 9월: 최대주주 변경 (최대주주: 최재훈)
- 2022년 11월: 최대주주 변경: 어바인아시아
- 2023년 1월: 대표이사 변경: (대표이사: 정복헌)
- 2023년 3월: 손자회사 설립 (이즈씨씨엠)
- 2023년 7월: 손자회사 매각 (코어옵틱스)
- 2024년 7월 10일: 코스닥시장 상장폐지[3]
- 2024년 10월 10일: 회생절차 개시신청[4]
- 2024년 11월: 회생절차 개시[5]

## 사업
CCM 검사장비 등을 제조하며 일본 샤프에 카메라 검사장비를 공급하고 있다. 또한 NFT 플랫폼 론칭과 K-콘텐츠 NFT를 위해 스튜디오산타클로스, 아이오케이와 전략적 업무협약을 체결하였다.

## 논란
회사를 무자본으로 인수했음에도 자기자본으로 인수했다고 허위 공시하고 회사가 마크 저커버그의 친누나 랜디 저커버그를 사외이사에 선임한다고 허위 공시하였고 내부 절차를 거치지 않고 회사 자금을 집행해 100억여 원의 손해를 끼친 적이 있다.
2024년 회사 대표가 횡령•배임 혐의로 구속되었고 회사 전 임원이 기술을 중국으로 유출했다는 의혹이 있어 수사를 받고 있다.

## 내용주
1. ↑  2017년 7월 26일에 주관사를 한국투자증권으로 공모가 7,500원에 코스닥 시장에 상장하였으나 2024년 7월 10일부로 상장폐지